# Yina Moe-Lange
Yina Moe-Lange (født 22. maj 1993 i Tokyo) er en dansk alpinist.
Hun har endnu ikke debuteret i verdensmesterskabet, men har deltaget i en række FIS-løb.
Moe-Lange deltog for Danmark ved vinter-OL 2010 og opnåede en 47. plads i storslalom som bedste resultat.